# AS Roma 1944/1945
Sezon 1944/1945 klubu AS Roma.

## Sezon
W 1944 roku nowy prezydent Pietro Badassarre ściągnął do drużyny dawnych zawodników Romy, Nazzareno Celetsiniego i Balilę Lombardiego. Roma wywalczyła mistrzostwo Rzymu, ale w 1945 roku na zapalenie opon mózgowo-rdzeniowych zmarł jej zawodnik, Mario Forlivesi.

## Skład i ustawienie zespołu
| W SEZONIE 1944/1945 |         |                |      |
| Imię i nazwisko     | Kraj    | Data urodzenia | Gole |
| Trener              |         |                |      |
| Guido Masetti       | Włochy  | 22.11.1907     |      |
| Bramkarze           |         |                |      |
| Cesare Francalancia | Włochy  | 21.11.1916     |      |
| Ippolito Ippoliti   | Włochy  | 12.04.1921     |      |
| Obrońcy             |         |                |      |
| Sergio Andreoli     | Włochy  | 03.05.1922     |      |
| Ferioli             | Włochy  | ?              |      |
| Renato Pastori      | Włochy  | 21.02.1918     |      |
| Alberto Piccinini   | Włochy  | 25.01.1923     |      |
| Pomocnicy           |         |                |      |
| Vittorio Dagianti   | Włochy  | 15.05.1919     | 2    |
| Paolo Jacobini      | Włochy  | 26.09.1919     |      |
| Naim Krieziu        | Albania | 01.01.1918     | 4    |
| Claudio Matteini    | Włochy  | 31.05.1923     |      |
| Edmondo Mornese     | Włochy  | 14.11.1910     |      |
| Giuseppe Salvioli   | Włochy  | 05.11.1917     | 1    |
| Enrico Schiavetti   | Włochy  | 09.02.1920     | 2    |
| Napastnicy          |         |                |      |
| Amedeo Amadei       | Włochy  | 26.07.1921     | 8    |
| Nazzareno Celestini | Włochy  | 14.04.1914     |      |
| Enzo Cozzolini      | Włochy  | 03.01.1924     | 2    |
| Mario Forlivesi     | Włochy  | ?              | 1    |
| Nicola Fusco        | Włochy  | ?              |      |
| Balilla Lombardi    | Włochy  | 01.04.1916     | 3    |
| Omero Urilli        | Włochy  | 01.12.1920     | 7    |